# Plusia festucae
Plusia festucae là một loài bướm đêm trong họ Noctuidae.

## Hình ảnh

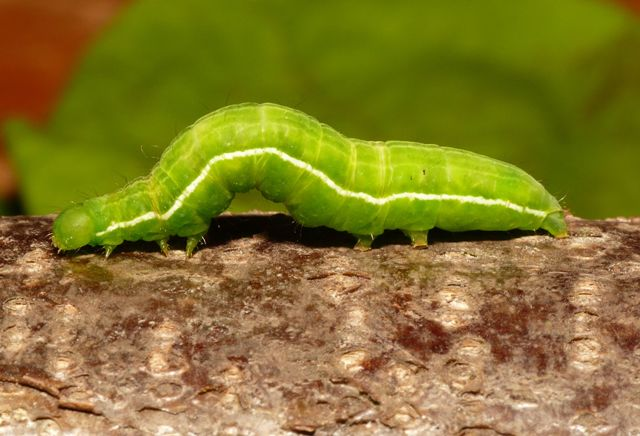
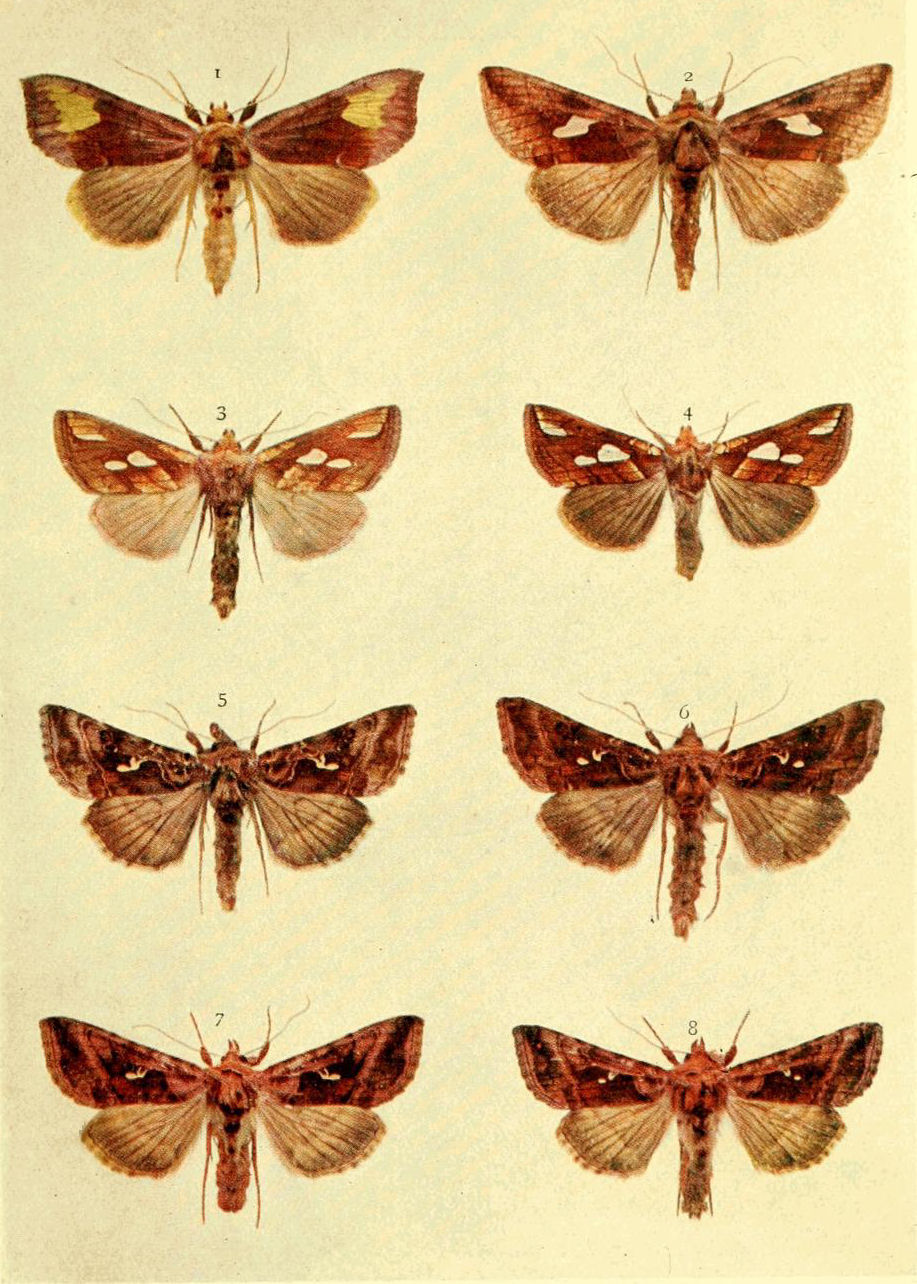
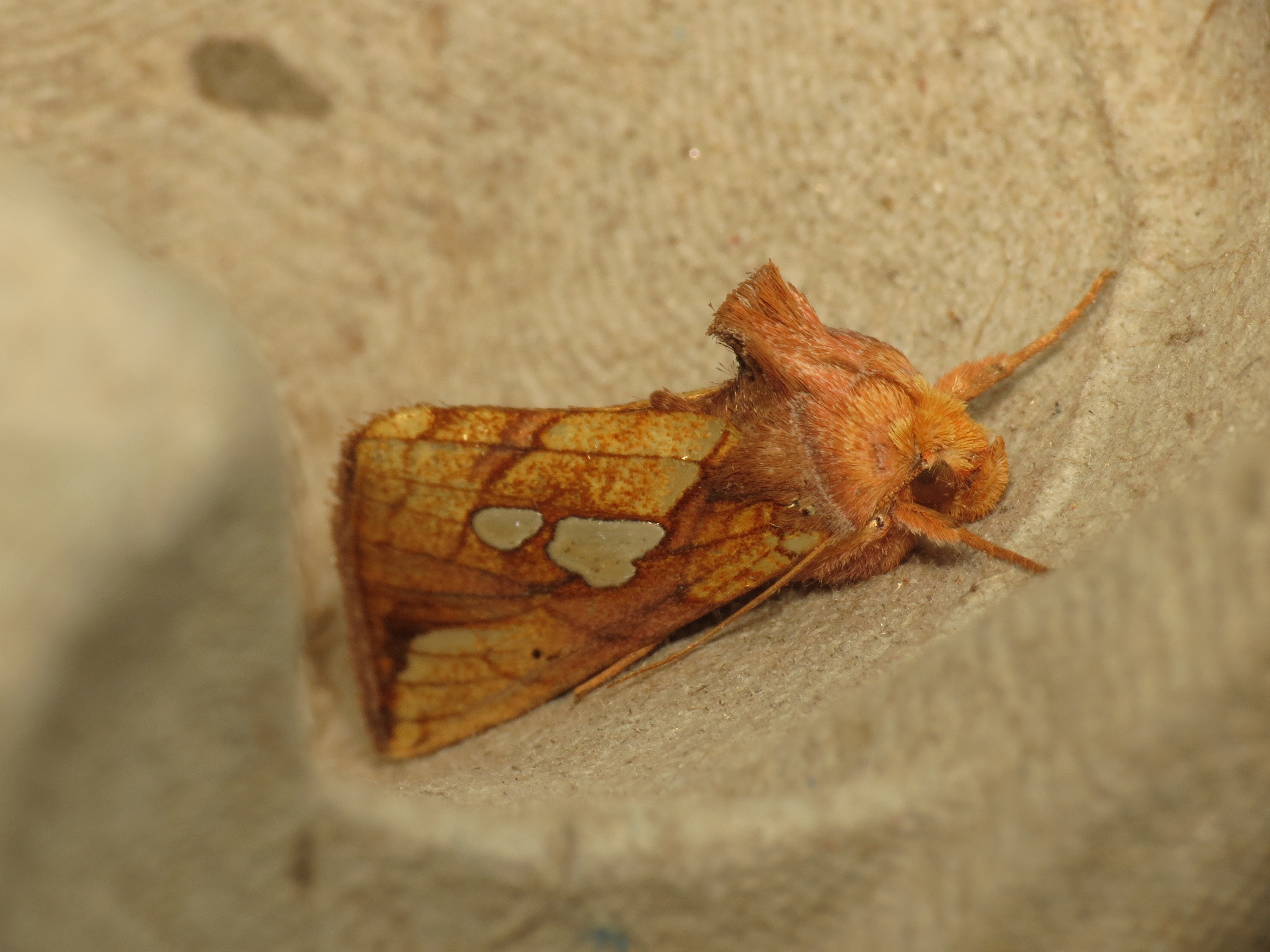
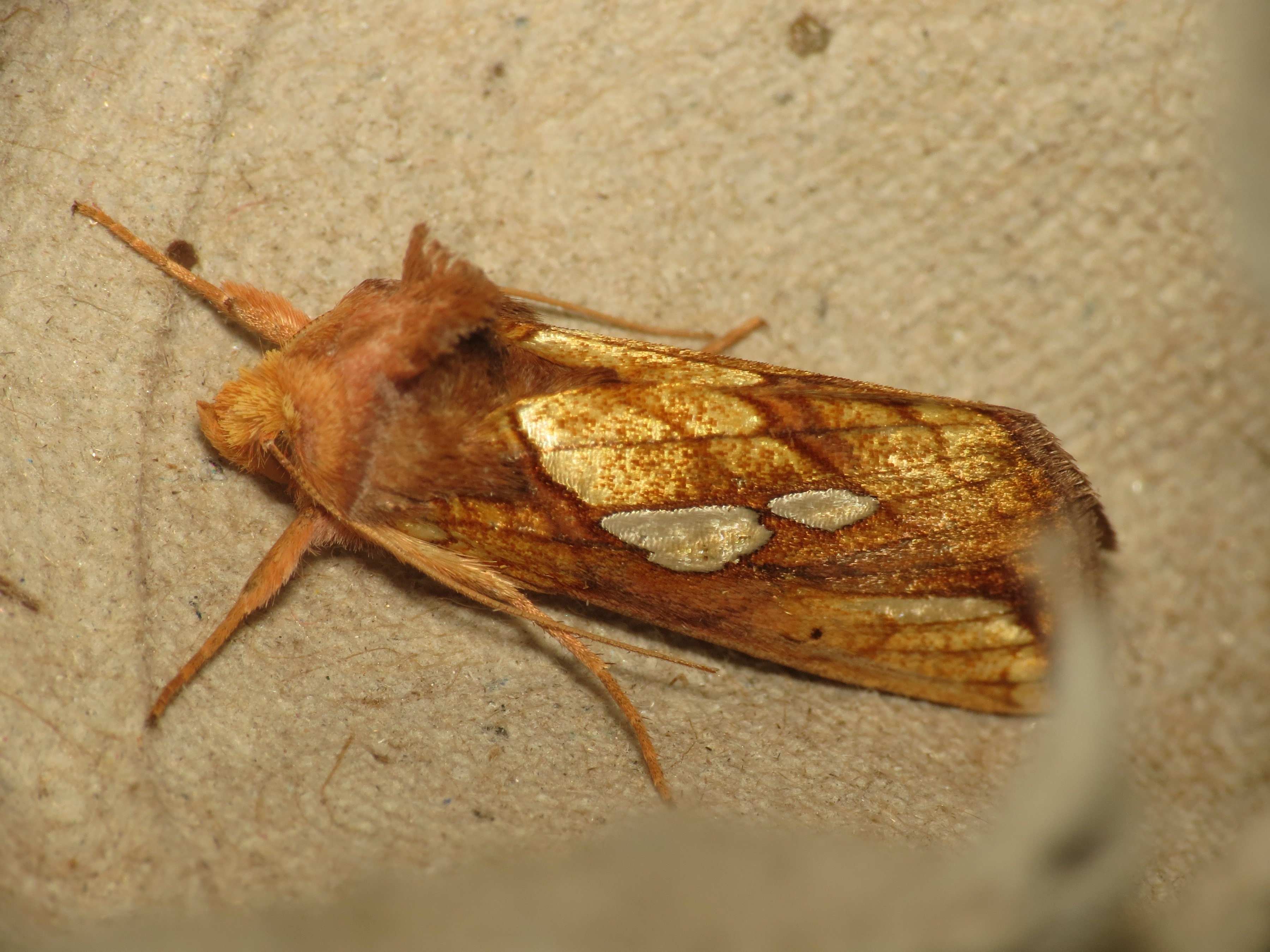